# 江浓
江浓（1932年—2005年7月27日），原名江新添，台湾嘉义人，中国政治人物。

## 生平
江浓出生于一个贫苦人家。后入台北帝国大学学习。1943年毕业后留校任助教。中華民國接管台灣後的第二年，他被台湾省公费派到上海的复旦大学新闻系学习，并任台湾公费生同学会会长。1947年二二八事件后，他和其他八位公费生共九人组织「台湾省升学内地大学公费生巡回演讲团」，在台湾岛内巡回演讲，喊出「清除贪官污吏，要求台湾民主」的口号，是为四六事件的前导。1949年后，他留在中国大陆工作。他曾在中共中央宣传部外宣局工作，曾任台湾民主自治同盟中央常委、台湾民主自治同盟中央政研会委员。1987年，他曾应邀到纽约等地参加台湾二·二八起义纪念活动。